# Flemming Møller Mortensen
Flemming Møller Mortensen (* 3. Juli 1963 in Store Brøndum) ist ein dänischer Politiker der Socialdemokraterne. Vom 19. November 2020 bis zum 15. Dezember 2022 war er Minister für Entwicklung und Nordische Angelegenheiten in der Regierung Frederiksen I.

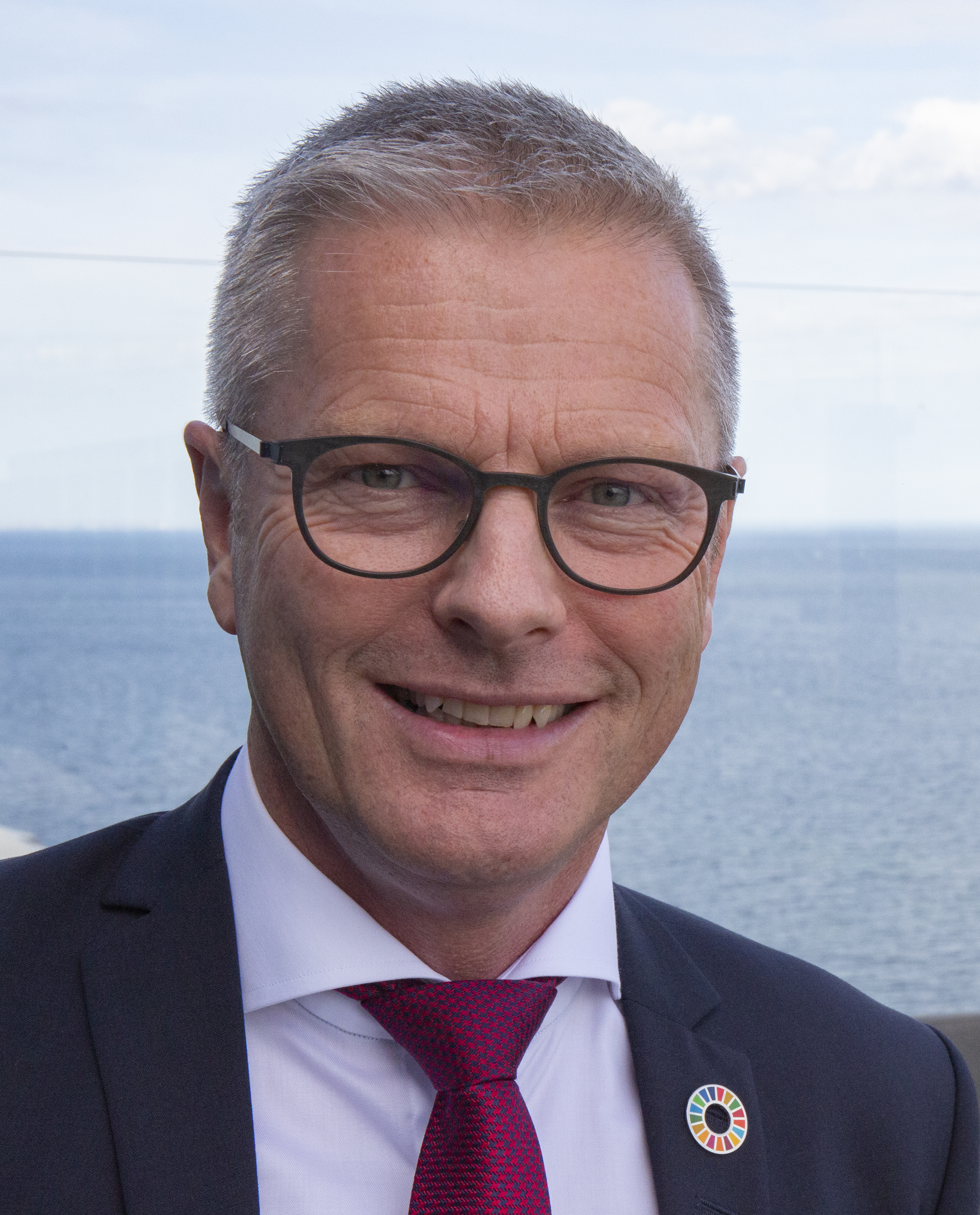
Flemming Møller Mortensen

## Leben

### Beruflicher Werdegang
Møller Mortensen ist der Sohn des Pfarrhauspächters Jens Møller Mortensen und der Hilfskrankenschwester Marie Kirstine Mortensen. 1980 bis 1982 machte er das højere forberedelseksamen (entspricht dem deutschen Abitur) am Aalborghus Statsgymnasium. 1983 machte Møller Mortensen in Næstved die Gruppenführerausbildung in der Zivilverteidigung. 1984 bis 1988 besuchte er die Krankenpflegerschule in Aalborg. Von 1988 bis 1994 war Møller Mortensen Krankenpfleger im Aalborger Krankenhaus, unterbrochen von einem längeren Dienst in einem Leprahospital in Indien 1992. Seit 1992 ist er zudem Mitglied des Vorstands der dänischen Lepramission. 1994 arbeitete er als Krankenpfleger in Grönland und machte im Anschluss bis 1996 die Spezialausbildung zum Anästhesiekrankenpfleger in Nordjyllands Amt. 1996 bis 1997 war er stellvertretender Chef, anschließend bis 2000 Abteilungskrankenpfleger. Von 2001 bis 2004 machte er eine Verkaufsausbildung bei AstraZeneca und arbeitete parallel bis 2005 als Hospitalsspezialist. 2005 bis 2007 machte Møller Mortensen die Leiterausbildung bei Novartis.

### Politischer Werdegang
Von 2001 bis 2007 war Møller Mortensen Mitglied des Skørpinger Stadtrates, 2007 Mitglied der Kommunalverwaltung der Rebild Kommune. Seit dem 13. November 2007 ist er Folketingsabgeordneter der Socialdemokraterne im Nordjyllands Storkreds. Seit 2007 ist er zudem Kandidat seiner Partei im Himmerlandskreds. 2011 bis 2015 war er Vorsitzender des Kulturausschusses, 2012 bis 2013 des Gesundheits- und Verhütungsausschusses. 2015 bis 2016 war Møller Mortensen Mitglied des Gesundheits- und Seniorenausschusses. 2019 bis 2020 hatte er das Amt des Vorsitzenden der sozialdemokratischen Folketingsgruppe inne und war vom 4. September 2019 bis zum 19. November 2020 Staatsrevisor. Seit dem 19. November 2020 dient Møller Mortensen seinem Land als Minister für Entwicklungs- und nordische Zusammenarbeit.